# Na granicy (film 1996)
Na granicy – amerykański kryminał z 1996 roku.

## Opis fabuły
Dwaj żołnierze – sierżanci Cliff i Mikey – na granicy amerykańsko-meksykańskiej znajdują ludzkie kości. Obok nich znajduje się zardzewiała gwiazda szeryfa, który w 1957 zniknął z dużą ilością pieniędzy. Śledztwo prowadzi szeryf Sam Deeds, potomek Buddy'ego Deedsa, który według mieszkańców wygnał skorumpowanego stróża prawa, Charliego Wade'a.

## Obsada
- Kris Kristofferson – Szeryf Charlie Wade
- Jeff Monahan – Młody Hollis
- Matthew McConaughey – Buddy Deeds
- Chris Cooper – Szeryf Sam Deeds
- Elizabeth Peña – Pilar Cruz

i inni